# Nikolina Maroš
Nikolina Maroš  (* 8. Mai 1997 in Hall in Tirol) ist eine österreichische Volleyball- und Beachvolleyballspielerin.

## Karriere Halle
Maroš stammt aus einer Familie mit kroatischen Wurzeln und begann mit dem Volleyball beim heimatlichen VC Mils. Von 2011 bis 2016 war sie beim VC Tirol aktiv. Seit 2012 spielte sie auch in der österreichischen Juniorennationalmannschaft. Nach ihrem Schulabschluss 2016 wechselte die Diagonalangreiferin zum Erstligisten ASKÖ Linz Steg und spielt seitdem auch in der A-Nationalmannschaft. 2017/18 spielte Maroš in der Schweiz bei Volley Lugano, kehrte allerdings gegen Saisonende nach Linz zurück. Hier gewann sie als Kapitänin 2019, 2020 und 2021 dreimal in Folge das nationale Double aus Meisterschaft und Pokal. 2021 wechselte sie zum deutschen Bundesligisten USC Münster. 2023 beendete Maroš ihre aktive Karriere und ist seitdem Trainerin bei ihrem Stammverein VC Mils.

## Karriere Beach
Mit Eva Meindl spielte Maroš 2014 bei der U18-Europameisterschaft in Kristiansand und gewann ein Jahr später das nationale Turnier in Wolfurt. Mit Katharina Holzer erreichte sie im gleichen Jahr bei der U20-EM in Larnaka den siebten Rang. 2016 gewannen Holzer/Maroš das nationale Turnier in Krems und wurde Neunte der U20-EM in Antalya. 2019 wurde Maroš mit Marilena Preiml Fünfte in Wolfurt.